# Modrásek bahenní
Modrásek bahenní (Phengaris nausithous) je denní motýl se složitým životním cyklem, druh z rodu Phengaris, který je myrmekofilním parazitem.

## Rozšíření
Areál tohoto motýla je poměrně veliký, rozkládá se od západní a střední Evropy přes Balkán, Malou a Střední Asii, okolí Kavkazu až po západní Sibiř a Altaj. V Evropě, kde je rozšířen celkem v 18 státech, je nejhojnější právě v České republice, Německu a Polsku. Nevyskytuje se na Britských ostrovech, ve Skandinávii a v Pobaltí. Opět je domácím druhem v Nizozemsku, kde v nedávné minulosti vymřel a byl reintrodukován.
V České republice žije kromě vyšších poloh na celém území, nejčastěji je ke spatření v oblastech severní Moravy, Bílých Karpat, Českomoravské vrchoviny a poněkud řidčeji ve východních a jižních Čechách.

## Vzhled
Poměrně drobný motýl s rozpětím křídel 35 až 37 mm, která mají základní barvou tmavohnědou. Sameček má na lícní straně křídel modrý nádech a na okrajích široký tmavě hnědý lem a řadu tmavých skvrn, samička má pouze základní zbarvení a v něm někdy mívá nevýrazné skvrny. Na rubu jsou oba zbarveni stejně, po okrajích křídel mají řadu tmavých skvrn.

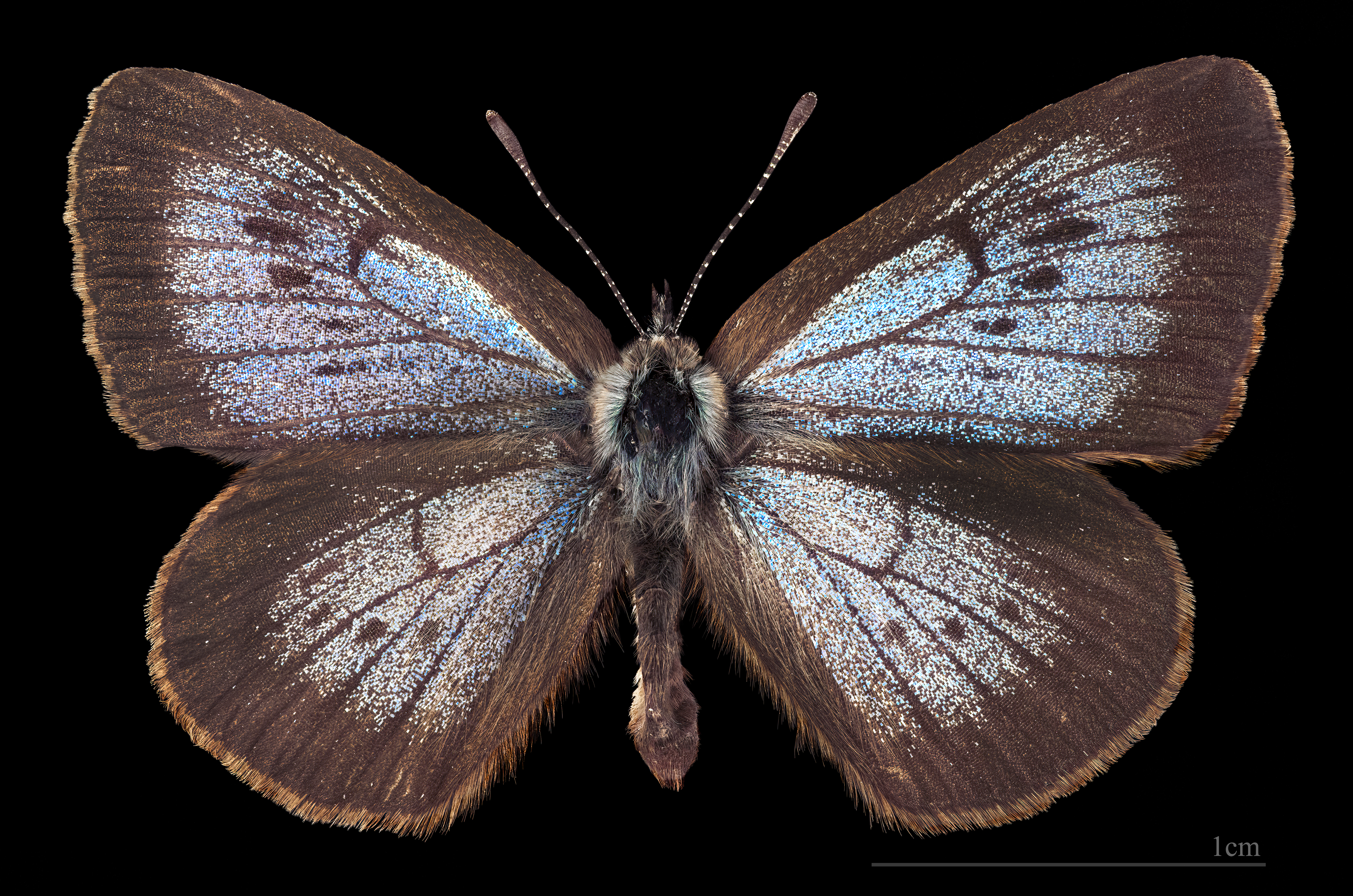
Phengaris nausithous ♂
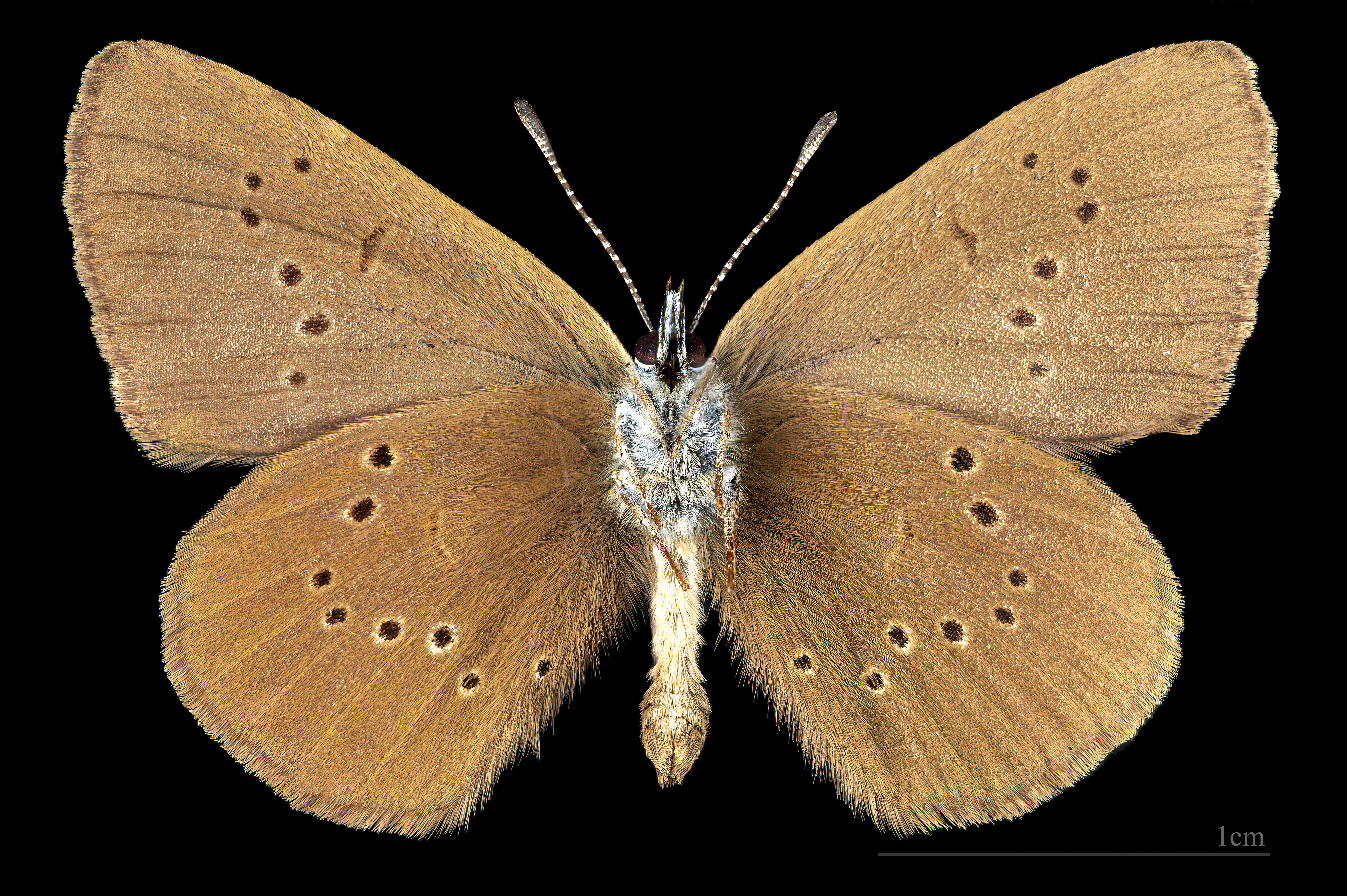
Phengaris nausithous ♂  △

## Ekologie
Životním prostorem modráska bahenního jsou hlavně vlhké louky a pastviny s kolísající hladinou podzemní vody, které jsou extenzivně využívané a bývají zpravidla jednou ročně koseny. Vyskytuje se také při okrajích vodních nádrží a na březích říčních toků i vlhkých příkopů podél cest. Vybírá si poměrně teplejší místa, která prospívají růžovité bylině krvavci totenu, živné rostlině motýla i jeho housenek. V blízkosti těchto rostlin však musí být i suchá kyprá půda, kde mohou být zbudována hostitelská mraveniště.
Dospělci žijí v období července a srpna jen několik málo dnů, během kterých se musí spářit a naklást vajíčka. Je to v období, kdy je rozkvetlý krvavec toten, ze kterého sají nektar a do jehož květů v kulovitém klasovitém květenství kladou vajíčka. Motýli nemají velkou mobilitu, nelétají ze svého stanoviště dále než pět kilometrů.
Požadavky modráska bahenního na prostředí jsou téměř stejné jako požadavky podobného druhu, modráska očkovaného, s kterým často žijí na jedné lokalitě společně.

## Rozmnožování
Tento druh má jen jednu generaci potomků ročně. Samice naklade v červenci nebo srpnu do plně rozvitých květenství krvavce totenu obvykle dvě až tři vajíčka, při větším počtu je možný i vnitrodruhový kanibalismus. Asi za týden se vylíhnou housenky, které vyžírají semeníky květů hostitelské rostliny a rychle se vyvíjejí, za dva až tři týdny prodělají tři instary, ovšem celkově povyrostou jen málo. Pak housenky spadnou pod živnou rostlinu, kde zůstanou bezbranně ležet. Pro přilákání mravenců vypouštějí ze zadečku směs cukrů a aminokyselin napodobující feromony vylučované mravenci. Mravenci rodu Myrmica se od mraveniště nevzdalují dále než dva metry a housenky se někdy mravenců nedočkají a hynou.
Pokud housenku modráska bahenního během několika minut najdou mravenčí dělnice druhu mravenec žahavý (Myrmica rubra), příležitostně i mravence drsného (M. scabrinodis), odnesou ji do mraveniště. Když housenku odnese do mraveniště jiný druh mravence, housenka uhyne. V mraveništi je dlouhodobě trpěna a krmena, ovšem částečně predátorská motýlí housenka se živí také mravenčími larvami a kuklami. V mraveništi housenka i přezimuje, může jich tam současně přežívat i několik. Větší housenky se zakuklí počátkem léta, menší až druhým rokem.
Po dvou až třech týdnech se z kukly v ranních hodinách, kdy jsou mravenci chladem ještě neteční, vylíhne dospělec a urychleně opustí mraveniště. Samci se líhnou o něco dříve než samice. Doba kladení vajíček je v celé populaci rozložena do období 30 až 40 dnů v červenci a srpnu. Populaci motýlů ovlivňují také parazitičtí lumci Neotypus pusillus a Neotypus melanocephalus, kteří kladou vajíčka do housenek žijících v květech krvavce totenu.

## Taxonomie
Modrásek bahenní byl v minulosti řazen do rodu Maculinea (Van Eecke, 1915) pod jménem Maculinea nausithous. Po podrobné fylogenetické analýze byl v nedávné době[kdy?] rod Maculinea sloučen s rodem Phengaris (Doherty, 1891). Jméno Phengaris je starší a má přednost, rodové jméno Maculinea je tudíž neplatné. Modrásek bahenní má nyní binomické jméno Phengaris nausithous.

## Ohrožení
Přestože i v Česku dochází k úbytku lokalit, jeho populace se v rámci celé ČR řadí k nejsilnějším v Evropě. I když v Česku není v současnosti vážně ohrožen, je nutné ho chránit kvůli zachování přírodního dědictví celého kontinentu. Je chráněn zákony v České republice i v Evropské unii.
Modrásek bahenní je podle Bernské úmluvy (příloha č. II) z roku 1979 veden na seznamu přísně chráněných druhů živočichů. Vyhláškou č. 395/1992 Sb. ve znění vyhlášky č. 175/2006 Sb. je v ČR počítán mezi silně ohrožené druhy (EN), v Červeném seznamu IUCN z roku 2014 je hodnocen jako druh téměř ohrožený (NT), v Červeném seznamu ohrožených druhů České republiky. Bezobratlí (Farkač, Král, Škorpík; 2005) je řazen mezi druhy téměř ohrožené (NT) a Směrnicí EHS č. 92/43 z roku 1992 byl zařazen mezi cílové druhy soustavy NATURA 2000.

## Galerie

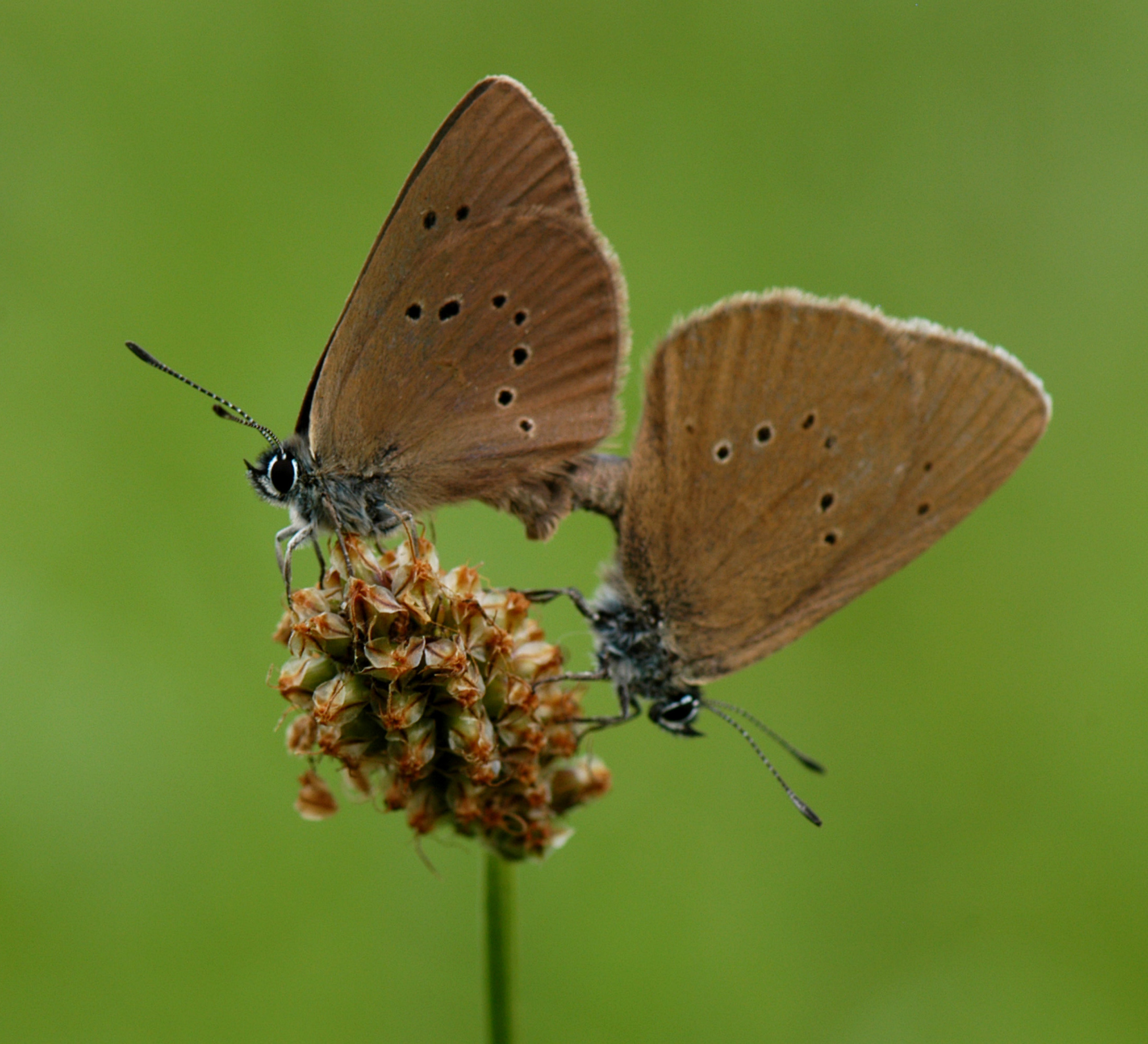
Páření modrásků
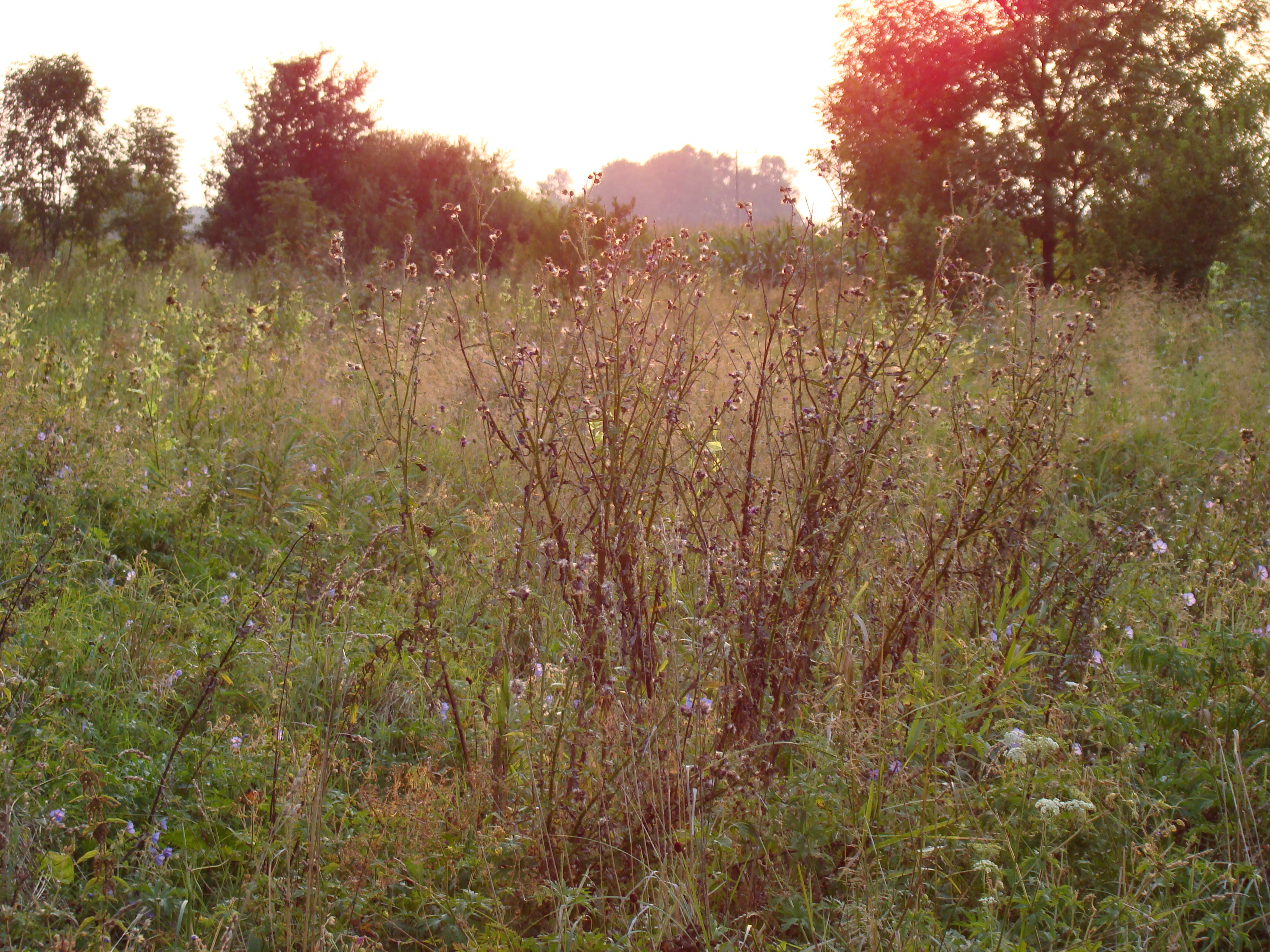
Typické prostředí
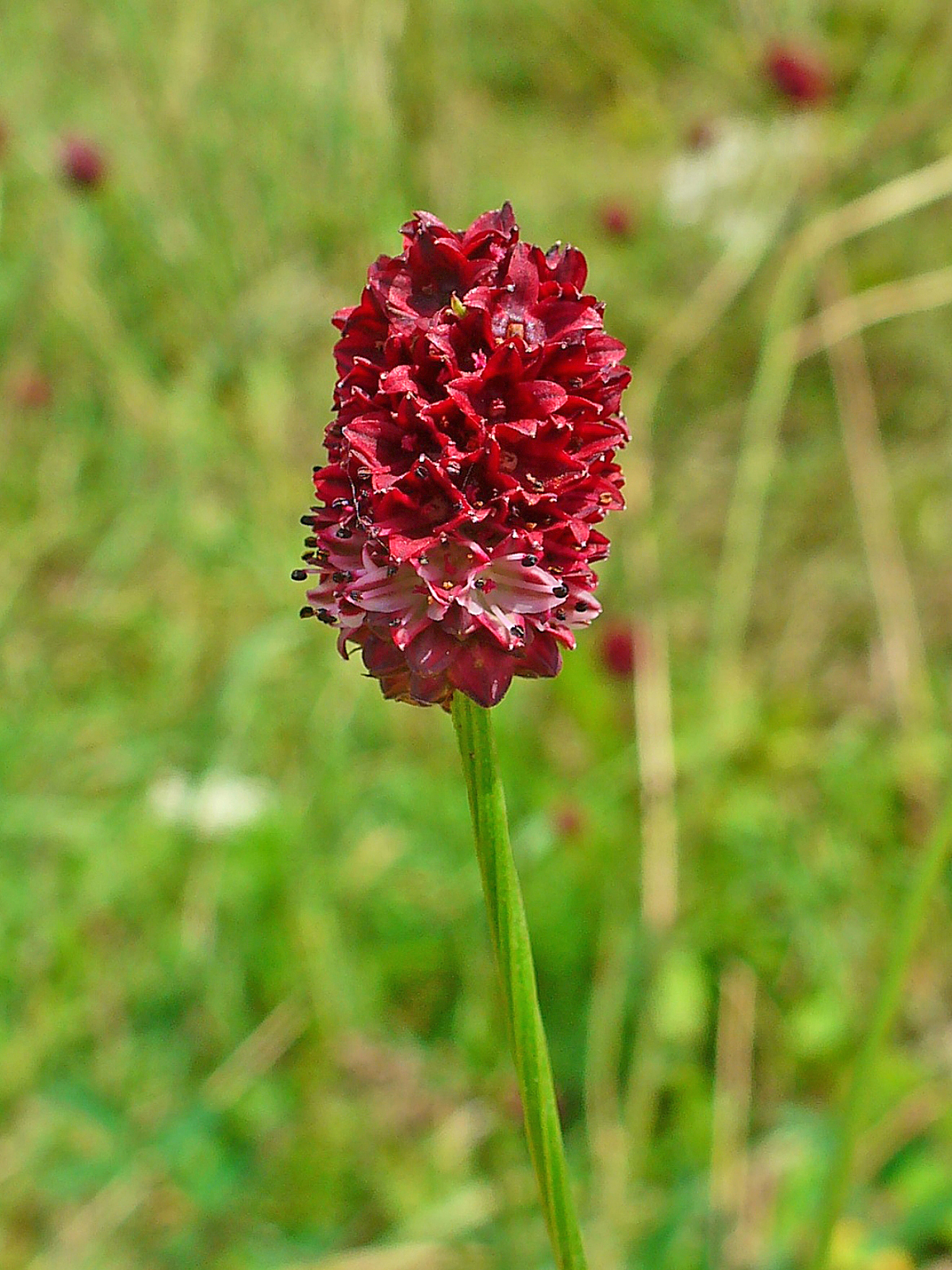
Květenství krvavce totenu
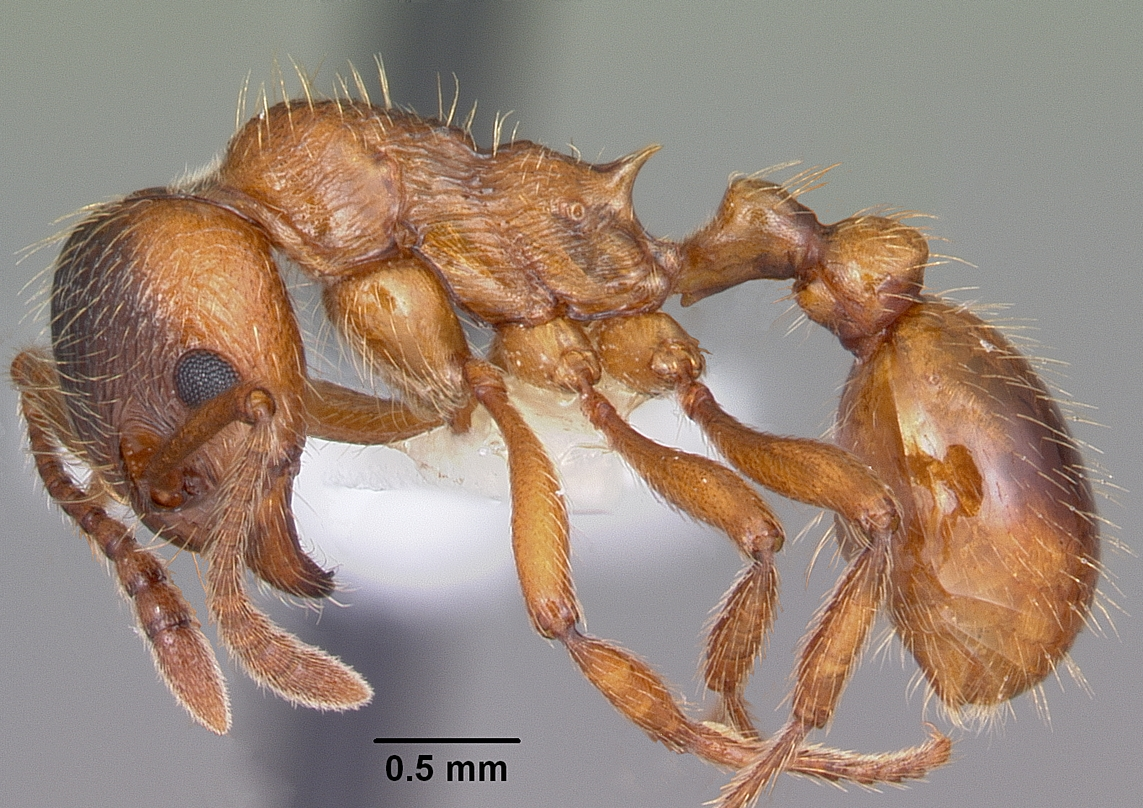
Hostitel mravenec žahavý